# Динуччи, Бен
Бенджамин Энтони Динуччи (англ. Benjamin Anthony DiNucci, 24 ноября 1996, Атланта, Джорджия) — американский футболист, квотербек клуба НФЛ «Даллас Каубойс».

## Биография
Бен родился 24 ноября 1996 года в Атланте в семье Джея и Хайди Динуччи. Он учился в старшей школе Пайн-Ричленд в Гибсонии в штате Пенсильвания. До начала футбольной карьеры играл в баскетбол. Динуччи был одним из лучших игроков Пенсильвании, стал первым в истории штата квотербеком школьной команды, набравшим более 4 000 пасовых ярдов за сезон. В 2014 году «Пайн-Ричленд Рэмс» с ним в составе дошли до финала чемпионата штата, сам Бен получил награду Игроку года в Пенсильвании. После окончания школы он намеревался поступить в университет штата, но позже сделал выбор в пользу Питтсбургского университета.

### Любительская карьера
Сезон 2015 года Динуччи провёл в статусе освобождённого игрока, тренируясь с командой, но не принимая участия в играх. На второй год своей карьеры он занял место дублёра Нейтана Питермана и принял участие всего в одном матче, когда тот получил травму. В 2017 году Питерман вышел на драфт НФЛ, но тренеры отдали предпочтение перешедшему из университета Южной Калифорнии Максу Брауну. В середине сезона Браун травмировался, но Динуччи не смог выиграть борьбу за место в основном составе у новичка Кенни Пикетта и принял решение перейти в другой университет. 
В 2018 году Динуччи перевёлся в университет Джеймса Мэдисона, где занял место стартового квотербека. В своём первом сезоне он набрал пасом 2 275 ярдов с 16 тачдаунами в тринадцати играх. В 2019 году он сыграл шестнадцать матчей, набрав 3 441 ярд с 29 тачдаунами и стал лучшим в дивизионе по точности передач с показателем 70,9 %. По итогам года Бен был признан Игроком года в нападении в конференции CAA. 

#### Статистика выступлений в чемпионате NCAA
| Сезон | Команда              | Игры | Пас | Пас | Пас  | Пас   | Пас | Пас | Пас | Пас   | Вынос | Вынос | Вынос | Вынос |
| Сезон | Команда              | Игры | Cmp | Att | Pct  | Yds   | Y/A | TD  | Int | Rtg   | Att   | Yds   | Avg   | TD    |
| ----- | -------------------- | ---- | --- | --- | ---- | ----- | --- | --- | --- | ----- | ----- | ----- | ----- | ----- |
| 2015  | Питтсбург Пэнтерс    | 0    | 0   | 0   | 0,0  | 0     | 0,0 | 0   | 0   | 0,0   | 0     | 0     | 0,0   | 0     |
| 2016  | Питтсбург Пэнтерс    | 1    | 3   | 9   | 33,3 | 16    | 1,8 | 1   | 2   | 40,5  | 2     | 18    | 9,0   | 0     |
| 2017  | Питтсбург Пэнтерс    | 10   | 88  | 158 | 55,7 | 1 091 | 6,9 | 5   | 5   | 117,8 | 55    | 126   | 2,3   | 1     |
| 2018  | Джеймс Мэдисон Дьюкс | 13   | 211 | 309 | 68,3 | 2 275 | 7,4 | 16  | 12  | н/д   | 108   | 433   | 4,0   | 9     |
| 2019  | Джеймс Мэдисон Дьюкс | 16   | 268 | 378 | 70,9 | 3 441 | 9,1 | 29  | 6   | 169,5 | 122   | 569   | 4,7   | 7     |
| Всего | Всего                | 40   | 570 | 854 | 66,7 | 6 823 | 8,0 | 51  | 25  | н/д   | 286   | 1 146 | 4,0   | 17    |

### Профессиональная карьера
Перед драфтом НФЛ 2020 года интерес к Динуччи проявляли «Чикаго Беарс» и «Кливленд Браунс», которые были готовы предложить ему контракт как свободному агенту, но в седьмом раунде он был выбран «Далласом». В июле Бен подписал с клубом четырёхлетний контракт. Во время предсезонной подготовки он выиграл борьбу за место в составе у Клейтона Торсона и занял позицию третьего квотербека Далласа после Дака Прескотта и Энди Далтона. 
В регулярном чемпионате НФЛ Динуччи дебютировал на шестой неделе сезона 2020 года. Первого ноября он впервые вышел на поле в стартовом составе команды, после того как Прескотт сломал ногу, а Далтон получил сотрясение мозга. Игра против «Филадельфии» завершилась поражением «Далласа» 9:23, а Бен допустил два фамбла, закончившихся потерей мяча. После матча главный тренер команды Майк Маккарти заявил, что следующую игру «Каубойс» начнут с другим стартовым квотербеком.

#### Статистика выступлений в НФЛ

##### Регулярный чемпионат
| Сезон | Команда        | Игры | Пас | Пас | Пас  | Пас | Пас | Пас | Пас | Пас  | Вынос | Вынос | Вынос | Вынос |
| Сезон | Команда        | Игры | Cmp | Att | Pct  | Yds | Y/A | TD  | Int | Rtg  | Att   | Yds   | Avg   | TD    |
| ----- | -------------- | ---- | --- | --- | ---- | --- | --- | --- | --- | ---- | ----- | ----- | ----- | ----- |
| 2020  | Даллас Каубойс | 3    | 23  | 43  | 53,5 | 219 | 5,1 | 0   | 0   | 67,9 | 6     | 22    | 3,7   | 0     |
| Всего | Всего          | 3    | 23  | 43  | 53,5 | 219 | 5,1 | 0   | 0   | 67,9 | 6     | 22    | 3,7   | 0     |

- На 28 ноября 2020 года